# 백마중학교
백마중학교(白馬中學校)는 대한민국 경기도 고양시 일산동구 마두동에 있는 공립 중학교이고, 1993년 6월 1일에 개교되었다.

## 학교 연혁
- 1993년 6월 : 백마중학교 개교
- 1993년 6월 1일 : 초대 김범홍 교장 취임
- 1994년 2월 : 제1회 졸업(50명)
- 1995년 3월 : 축구부 창단
- 1997년 10월 : 교훈탑 제막 및 도서실 개관
- 2000년 10월 : 학교 급식소 준공(60평)
- 2002년 1월 : 멀티미디어실 개관
- 2003년 1월 : 특수학급 설치, 교실 10실, 축구부 합숙소 신축
- 2005년 2월 : 한우리관(다목적 지하 강당) 준공
- 2008년 12월 : 운동장 인조잔디 준공
- 2017년 9월 : 학교 역사관 개관
- 2018년 3월 1일 : 제8대 최희영 교장 부임

## 참고 자료
- 백마중학교 - 한국교육학술정보원 학교알리미